# Водолей (съзвездие)
Вижте пояснителната страница за други значения на Водолей.
Водолей е зодиакално съзвездие, разположено малко на юг от небесния екватор, през което Слънцето преминава от края на февруари до средата на март. То изобразява човек, изливащ вода от амфора. Понякога се свързва с образа на Ганимед – виночерпеца на олимпийските богове. В съзвездието Водолей няма ярки звезди, образуващи характерна фигура. Двете му най-ярки звезди са едва от трета величина. В тъмна и ясна нощ впечатление донякъде прави Y-образната група, образувана от няколко по-слаби звезди, представляваща амфората на водолея. Водолей наброява 158 звезди, видими с просто око /т.е. до шеста величина/.

## Звезди в съзвездието
| Общоприето наименование | Байер | Фламстед |
| ----------------------- | ----- | -------- |
| Садалмелик              | α Aqr | 34 Aqr   |
| Садалсууд               | β Aqr | 22 Aqr   |
| Садабхия                | γ Aqr | 48 Aqr   |
| Шеат                    | δ Aqr | 76 Aqr   |
| Албали                  | ε Aqr | 50 Aqr   |
| Анха                    | θ Aqr | 43 Aqr   |
| Ситула                  | κ Aqr | 63 Aqr   |

| Общоприето наименование       | Месие | Нов общ каталог |
| ----------------------------- | ----- | --------------- |
|                               | M2    | NGC 7089        |
|                               | M72   | NGC 6981        |
|                               | M73   | NGC 6994        |
| Сатурн (планетарна мъглявина) |       | NGC 7009        |
| Охлюв (планетарна мъглявина)  |       | NGC 7293        |

## Ярки звезди
- α/алфа/Aqr – Садалмелик – бледожълта звезда, вел. 3.19, спектър G0. На арабски името ѝ означава „щастливата звезда на царя“.
- β/бета/Aqr – Садалсууд – бледожълта звезда, вел. 3.07, спектър G0. На арабски името ѝ означава „най-щастливата от щастливите“ – звездата изгрява заедно със Слънцето, когато зимата свършва.
- γ/гама/Aqr – Садабхия – бяла звезда, вел. 3.97, спектър А0. На арабски името ѝ означава „щастливата звезда на шатрите“.
- δ/делта/Aqr – Шеат /арабски „пожелание“/- бяла звезда, вел. 3.51, спектър А2.

## Двойни и кратни звезди
- ζ/дзета/Aqr – централната звезда от Y-образната група. Двойка звезди от 4.4 и 4.6 зв.величина на 2" видимо разстояние и орбитален период 856 години. Разделена е визуално на два компонента още през 1777 г. Според теорията може да се раздели с 3 инчов /75 мм/ рефрактор при перфектни атмосферни условия, но в общия случай е препоръчителен 6 инчов /150 мм/любителски телескоп и голямо увеличение.
- 41 Aqr – тройна звезда с компоненти съответно от 5.6, 6.1 и 9.0 величина. Лесна за разделяне в 4 инчов /100 мм/ телескоп
- 53 Aqr – тясна двойка жълти звезди /3" видимо разстояние/. И двата компонента са от 6 величина.
- 94 Aqr – красиво контрастираща двойка от оранжева и синя звезда. Компонентите ѝ са от 5.3 и 7.3 величина. Ъгловото разстояние от 13" между компонентите я прави лесен обект дори за най-малките любителски телескопи.

## Променливи звезди
- R Aqr – непериодична променлива, състояща се от студен червен гигант и горещо бяло джудже. Двете звезди са обвити с газова мъглявина и изглежда плътната и по-тежка малка звезда изсмуква вещество от по-лекия гигант. Понякога звездата е на границата на видимост с просто око, след което блясъкът ѝ може да отслабне до около 200 пъти. Звездата е известна от 1810 г., но поради своята непредсказуемост все още е интересен обект за изследване с поне 8-10 инчов телескоп.

## Сферични звездни купове
- M2 /NGC 7089/ – сферичен куп от 6.3 зв.вел., на около 5 градуса над звездата β Aqr/Садалсууд/ състоящ се от голямо количество сравнително горещи звезди. По количество звезди превъзхожда знаменитият куп М13 в съзвездието Херкулес, но неговата голяма отдалеченост го прави по-малко ефектен. В бинокъл или неголям телескоп изглежда като бледо петно.
- M72 /NGC 6891/ – звезден куп от 9 зв.вел., едва различим в малък телескоп.

## Планетарни мъглявини
- NGC 7009, мъглявината „Сатурн“. В неголям телескоп изглежда като мъничък зеленикав диск от 8 зв.вел. С големи телескопи се вижда, че нейната форма напомня планетата Сатурн.
- NGC 7293, мъглявината „Охлюв“, най-близката планетарна мъглявина, на разстояние 300 св.год. от нас и с най-големия видим размер – 15' х 12' – т.е. половината от видимия диаметър на пълната Луна. Мъглявината, макар и голяма, не е ярка. Най-добре се разглежда през бинокъл или телескоп с голямо зрително поле и малко увеличение. На фотографии с продължителна експозиция тя изглежда като два преплитащи се газови пръстена. В англоезичната литература е наричана "Хеликс/Helix" – стереометрична форма, напомняща пружина. В центъра на мъглявината се намира една от най-горещите известни звезди – температурата на нейната повърхност е 130 000°К

## Галактики
- NGC 7727 – спирална галактика с неправилна форма. Видимият размер е 4,7' х 4,1'. Предполага се, че тази галактика се е образувала в резултат от сливането на две галактики преди 1 млрд. години. В резултат от това сливане в периферията на галактиката NGC 7727 са се появили около 20 много млади сферични звездни купа /средната възраст на сферичните купове в нашата галактика е 10-12 млрд. години/. В 10 инчов /250 мм./телескоп опитен наблюдател би могъл да види ядрото на галактиката, заобиколено от бледа мъгла. NGC 7727 е част от група гравитационно свързани галактики, включваща също NGC 7723, NGC 7724, както и две много по-малки галактики, които нямат NGC номера.

## Астеризъм
- M73 /NGC 6994/ – четири близо разположени звездички, които в бинокъл или малък телескоп изглеждат като разсеян звезден куп, но нямат физическа връзка помежду си.

## Метеорни потоци
В съзвездието Водолей се намират радиантите на три метеорни потока. Най-обилният, η/ета/ Аквариди, достига максимум от около 35 метеора в час на 5 май. Δ/делта/ Аквариди се наблюдава около 29 юли и е достигал интензивност до 20 метеора в час, а на 6 август е максимумът на ι/йота/ Аквариди – приблизително 7-8 метеора в час.